# Liste von Anschlägen der Provisional Irish Republican Army
Die Liste von Anschlägen der Provisional Irish Republican Army enthält eine Auswahl von Anschlägen, die der Provisional Irish Republican Army (ab 1969) zugeschrieben werden.

## Liste
Im Zeitraum von 1971 bis 1996 ereigneten sich folgende Anschläge (unvollständige Auswahl):
| Datum              | Ort                                    | Vorfall | Tote | Verletzte |
| ------------------ | -------------------------------------- | --- | ---- | --------- |
| 6. Februar 1971    | Belfast                                | Schusswaffenangriff auf britische Soldaten im Stadtteil New Lodge. Mit Robert Curtis stirbt dabei der erste britische Soldat seit dem irischen Unabhängigkeitskrieg. Premierminister James Chichester-Clark erklärt daraufhin den Kriegszustand mit der IRA. | 1    | 4         |
| 9. Februar 1971    | bei Trillick, County Tyrone            | Zwei Techniker der BBC und drei Arbeiter sterben bei der Explosion einer Landmine, als sie mit ihrem Fahrzeug zur Reparatur einer Sendeanlage unterwegs sind. Die Mine hätte eigentlich eine britische Armeepatrouille treffen sollen, die zur Inspektion der Sendeanlage erwartet wurde. | 5    | 0         |
| 9. März 1971       | Belfast                                | Nach dem Besuch einer Bar in einem als sicher geltenden Stadtteil werden drei dienstfreie Soldaten des Royal Regiment of Scotland der British Army von IRA-Mitgliedern unter falschem Vorwand nach White Brae gelockt und am Straßenrand erschossen. Der Vorfall führte zu einer Erhöhung des Mindestalters britischer Soldaten in Nordirland und zum Rücktritt des Premierministers James Chichester-Clark, welcher erfolglos eine Erhöhung der Truppenzahl gefordert hatte. | 3    | 0         |
| 25. Mai 1971       | Belfast                                | Bei einem Bombenanschlag auf die Polizeistation in der Springfield Road werden ein britischer Soldat getötet sowie unter anderem zwei Soldaten und sieben Polizisten verletzt. Der Getötete wird später posthum mit dem Georgs-Kreuz ausgezeichnet. | 1    | 27        |
| 20. März 1972      | Belfast                                | Nach telefonischer Warnung erfolgt die Explosion einer Autobombe vor den Räumlichkeiten der Tageszeitung „The News Letter“ in der Donegall Street. Unter den Toten befanden sich ein Soldat und zwei Polizisten. | 7    | 148       |
| 21. Juli 1972      | Belfast                                | Am Bloody Friday kommt es als Reaktion auf abgebrochene Friedensgespräche innerhalb von rund 80 Minuten zu über 20 Bombenexplosionen. Trotz telefonischer Warnungen sterben durch die Explosion einer Autobombe in einem Busdepot der Oxford Street zwei britische Soldaten, ein Polizei-Reservist und drei Zivilisten. Drei weitere Zivilisten sterben durch eine Autobombe in der Cavehill Road. Als Reaktion darauf startete die British Army die „Operation Motorman“ zur Rückeroberung sogenannter „No-go-Areas“. Es handelte sich dabei um die größte britische Militäroperation seit der Suezkrise 1956. | 9    | 130       |
| 8. März 1973       | London, England                        | Beim ersten größeren Anschlag auf englischem Boden explodieren Autobomben vor dem Old Bailey und dem Landwirtschaftsministerium in London, wobei hoher Sachschaden entsteht. Zwei weitere Sprengsätze werden entschärft. Ein Zivilist stirbt durch einen Herzinfarkt. | 1    | 238       |
| 17. Mai 1973       | Omagh, County Tyrone                   | Vor einem Hotel werden fünf britische Soldaten durch die Explosion einer Sprengfalle an ihrem Fahrzeug getötet. | 5    | 0         |
| 12. Juni 1973      | Coleraine, County Londonderry          | Durch die Explosion einer Autobombe an der Railway Road werden sechs protestantische Zivilisten getötet. | 6    | 33        |
| 4. Februar 1974    | Kirklees, England                      | Beim Bus-Anschlag auf der M62 im Norden Englands sterben durch die Explosion eines Sprengsatzes neun britische Soldaten, eine Frau und zwei Kinder. Der Anschlag traf einen Reisebus, der britische Soldaten und deren Familienangehörige von einem Wochenendausflug in Manchester zurück nach Catterick transportieren sollte und führte zu einer Verschärfung der Antiterrorgesetze im Vereinigten Königreich. | 12   | 38        |
| 17. Juni 1974      | London, England                        | Ein Bombenanschlag auf das britische Parlament im Palace of Westminster verursacht hohen Sachschaden. | 0    | 11        |
| 17. Juli 1974      | London, England                        | Bei einem Bombenanschlag auf den Tower of London stirbt eine Besucherin. Unter den Verletzten befanden sich acht Kinder. | 1    | 41        |
| 5. Oktober 1974    | Guildford, England                     | Die Bombenanschläge von Guildford töten in einem Pub vier britische Soldaten und einen Zivilisten. Die später unschuldig verurteilten Tatverdächtigen wurden als Guildford Four bekannt. | 5    | 65        |
| 21. November 1974  | Birmingham, England                    | Durch die Bombenanschläge von Birmingham werden 21 Pub-Besucher getötet und über 180 verletzt. Die später unschuldig verurteilten Tatverdächtigen wurden als Birmingham Six bekannt. | 21   | 182       |
| 17. Juli 1975      | Forkhill, County Armagh                | Vier britische Soldaten einer Fußpatrouille sterben durch die Explosion einer ferngezündeten Sprengfalle. | 4    | 0         |
| 27. August 1975    | Caterham, England                      | Durch eine Bombenexplosion in einem Pub werden 33 Personen verletzt, darunter zehn Soldaten. | 0    | 33        |
| 5. September 1975  | London, England                        | In der Lobby des Londoner Hilton-Hotels explodiert ein Sprengsatz. Unter den Verletzten befanden sich ein US-amerikanischer General und zwei libanesische Geschäftsleute. | 2    | 63        |
| 27. November 1975  | London, England                        | Der Verleger Ross McWhirter wird von zwei IRA-Männern erschossen. McWhirter hatte eine Belohnung von 50.000 Pfund Sterling für die Ergreifung von IRA-Mitgliedern ausgesetzt, die in London Bombenanschläge verübt hatten. | 1    | 0         |
| 5. Januar 1976     | Kingsmill, County Armagh               | Beim Kingsmill-Massaker werden zehn protestantische Männer auf dem Nachhauseweg von der Arbeit aus ihrem Kleinbus geholt und erschossen, ein elfter überlebt mit schweren Verletzungen. Der Vorfall gilt als Höhepunkt der „Tit for Tat“-Morde zwischen Katholiken und Protestanten. | 10   | 1         |
| 21. Juli 1976      | Sandyford, Irland                      | Der britische Botschafter Christopher Ewart-Biggs und eine Privatsekretärin sterben bei einem Sprengstoffanschlag auf das Fahrzeug des Botschafters. Der Fahrer und Permanent Under Secretary of State Brian Cubbon, Leiter des Northern Ireland Office und damit hochrangigster britischer Staatsbeamter in Nordirland, wurden schwer verletzt. Aufgrund des Anschlags wurde vom irischen Parlament ein Notstandsgesetz verabschiedet, welches die Inhaftierung von Terrorverdächtigen bis zu sieben Tage ohne Anklage ermöglichte. | 2    | 2         |
| 17. Februar 1978   | bei Jonesborough, County Armagh        | Durch den Beschuss mit Leuchtspurmunition kommt ein Hubschrauber vom Typ Aérospatiale Gazelle aufgrund eines Pilotenfehlers während eines Ausweichmanövers zum Absturz und schlägt auf einem Feld auf. Lieutenant colonel Ian Corden-Lloyd kam dabei ums Leben. Der Absturz war der erste Verlust eines britischen Luftfahrzeuges durch Feindeinwirkung während des Nordirlandkonflikts. | 1    | 2         |
| 17. Februar 1978   | Gransha, County Down                   | Bei einem Brandbombenanschlag auf ein Restaurant sterben 12 protestantische Zivilisten. | 12   | 30        |
| 17. April 1979     | Bessbrook, County Armagh               | Vier Polizisten einer motorisierten Patrouille werden durch die Explosion einer Autobombe getötet. Der Sprengsatz soll über 450 kg gewogen haben und galt als die bis dahin größte von der IRA gebaute Bombe. | 4    | 0         |
| 27. August 1979    | Mullaghmore, Irland                    | Bei einem Sprengstoffanschlag auf sein Boot während seines Sommerurlaubs wird Louis Mountbatten, 1. Earl Mountbatten of Burma getötet. Dem Anschlag fallen auch drei weitere Menschen zum Opfer, darunter Baroness Brabourne. | 4    | 5         |
| 27. August 1979    | Warrenpoint, County Down               | Beim Anschlag von Warrenpoint werden durch zwei ferngezündete Sprengsätze 18 britische Soldaten getötet und sechs weitere verletzt. Die zweite Explosion traf dabei Kräfte, die in Folge der ersten Explosion alarmiert worden waren. Es war der verlustreichste Anschlag der IRA auf die British Army im Nordirlandkonflikt. Nach der ersten Explosion waren zudem ein britischer Tourist erschossen und ein weiterer verletzt worden, nachdem sie irrtümlich für IRA-Kämpfer gehalten wurden. | 19   | 7         |
| 16. Februar 1980   | Bielefeld, Deutschland                 | Oberst Mark Koe (43) wird vor seiner Haustür in der Joseph-Haydn-Straße 2 durch drei Schüsse in Brust und Schulter am Steuer eines Citroën 2 CV sitzend getroffen. Er stirbt drei Stunden später. | 1    | 0         |
| 1. März 1980       | Münster, Deutschland                   | Militärpolizist Stewart Leach (22) wird in seinem Streifenwagen Ford Cortina an der Ampel Bröderichweg/Kanalstraße durch Schüsse aus automatischen Waffen schwer verletzt. Sein Beifahrer John Helly (25) blieb unverletzt. | 0    | 1         |
| 10. März 1980      | Osnabrück, Deutschland                 | Corporal Steven Sims (24) wird bei einem Waldlauf im Heger Holz durch fünf Schüsse aus einem 9-Millimeter-Revolver, davon einer in den Arm und einer in die Hüfte, getroffen. Er überlebte schwer verletzt. | 0    | 1         |
| 21. Januar 1981    | bei Middletown, County Armagh          | Der Politiker Sir Charles Norman Lockhart Stronge und sein Sohn James werden bei einem Angriff der IRA auf ihr Anwesen erschossen, das Gebäude wird in Brand gesetzt. Die Polizei startete anschließend eine der größten grenzüberschreitenden Fahndungsoperationen ihrer Geschichte. | 2    | 0         |
| 19. Mai 1981       | bei Newry, County Armagh               | Bei einem Sprengstoffanschlag auf ihr gepanzertes Fahrzeug werden fünf britische Soldaten getötet. | 5    | 0         |
| 10. Juni 1981      | Belfast                                | Acht IRA-Männern gelingt unter Waffengewalt der Ausbruch aus dem Crumlin Road Gefängnis. Unter den Entflohenen befanden sich vier wegen Mordes am SAS-Offizier Herbert Westmacott angeklagte Verdächtige, welche in Abwesenheit verurteilt wurden. | 0    | 0         |
| 20. Juli 1982      | London, England                        | Beim Bombenanschlag im Hyde Park und Regent’s Park werden während einer Parade elf britische Militärangehörige und sieben Pferde getötet. Unter den Verletzten befanden sich 18 weitere Soldaten und ein Polizist. | 11   | 22        |
| 16. November 1982  | Belfast                                | Ein Killerkommando der IRA erschießt auf offener Straße Lenny Murphy, ein Mitglied der Ulster Volunteer Force und Anführer der „Shankill Butchers Gang“. | 1    | 0         |
| 13. Juli 1983      | bei Ballygawley, County Tyrone         | Vier britische Soldaten sterben bei einem Sprengstoffanschlag auf eine mobile Patrouille. | 4    | 0         |
| 25. September 1983 | Maze, County Down                      | Bei einem Massenausbruch aus dem berüchtigten Maze Prison gelingt 38 IRA-Mitgliedern die Flucht. Ein Gefängniswärter stirbt an den Folgen eines Herzinfarkts, nachdem er durch Messerstiche verletzt worden war. Es war der zahlenmäßig größte Ausbruch aus einem britischen Gefängnis und wurde zu einem Propagandacoup für die IRA. | 1    | 19        |
| 17. Dezember 1983  | London, England                        | Beim Bombenanschlag auf das Kaufhaus Harrods werden drei Polizisten und drei Zivilisten getötet. | 6    | 90        |
| 12. Oktober 1984   | Brighton, England                      | Beim Bombenanschlag auf das Grand Hotel in Brighton sterben fünf Menschen, darunter zwei prominente Mitglieder der Conservative Party, die sich hier aufgrund eines Parteitages aufhielten. Ziel des Anschlags war die ebenfalls anwesende britische Premierministerin Margaret Thatcher, die jedoch unverletzt überlebte. Die Bombe war von Patrick Magee rund einen Monat vor der Explosion im Hotel deponiert worden. | 5    | 30        |
| 28. Februar 1985   | Newry                                  | Bei einem Mörserangriff auf eine Polizeistation werden neun Polizisten getötet und rund 30 verletzt. Es handelte sich dabei um den opferreichsten Anschlag der IRA auf die RUC während des Nordirlandkonflikts und führte zu einer stärkeren Befestigung von Polizeistationen. | 9    | über 30   |
| 20. Mai 1985       | Killean, County Armagh                 | Vier Polizisten sterben bei einem Sprengstoffanschlag auf ihr gepanzertes Fahrzeug. | 4    | 0         |
| 7. Dezember 1985   | Ballygawley, County Tyrone             | Die IRA erschießt zwei Polizisten und zündet anschließend eine Bombe am Gelände der Polizeistation von Ballygawley, welche hohen Sachschaden verursacht. | 2    | 3         |
| 23. März 1987      | Mönchengladbach, Deutschland           | Anschlag mittels einer in einem Volvo versteckten 100 Kilogramm schweren Autobombe auf das JHQ Rheindahlen. Das Offizierkasino (E-Messe), in der deutsche Offiziere mit ihren Angehörigen die Verabschiedung zweier Obersten begehen, wurde schwer beschädigt. 31 Personen wurden verletzt, darunter der damalige deutsche Generalmajor und Chef des Stabes der Northern Army Group (NORTHAG) Hans Hoster und seine Frau, welche beide bleibende Narben davontrugen. Beim Einsturz des Gebäudes wären mit Sicherheit zahlreiche Menschen getötet worden, so die Bundesanwaltschaft. Der Sachschaden betrug zwei Millionen Deutsche Mark. Vermutlich wollten die IRA-Terroristen nicht gezielt Deutsche treffen, sondern vermuteten ein Dinner hochrangiger NATO-Offiziere. | 0    | 31        |
| 25. April 1987     | bei Killean, County Armagh             | Lordrichter Maurice Gibson und seine Ehefrau werden durch eine ferngezündete Autobombe ermordet. Gibson hatte wiederholt Polizisten und Soldaten von der Anklage des Mordes an mutmaßlichen Terroristen freigesprochen und sie zu ihrer Tapferkeit beglückwünscht. Zum Zeitpunkt seines Todes war er zweithöchster Richter in Nordirland. | 2    | 6         |
| 8. Mai 1987        | Loughgall, County Armagh               | Beim Anschlag von Loughgall fuhr die IRA eine Sprengladung mittels Baggerlader auf das Gelände der Polizeistation und brachte sie zur Explosion, während weitere IRA-Mitglieder dieses Vorhaben mit Handfeuerwaffen unterstützten. Soldaten des britischen SAS waren jedoch vorab über den Anschlag informiert worden und erschossen die acht Angreifer sowie einen unbeteiligten Zivilisten aus zuvor bezogenen Positionen. Der Vorfall gilt als opferreichster Anschlag für die IRA und als die erfolgreichste Anti-Terror-Operation britischer Behörden des Nordirlandkonflikts. | 9    | 4         |
| 8. November 1987   | Enniskillen, County Fermanagh          | Bei einem Bombenanschlag während der Remembrance Sunday-Zeremonie zur Ehrung gefallener Soldaten werden nahe dem Kriegerdenkmal zehn Zivilisten und ein Polizist getötet. Ein weiteres Opfer starb nach 13 Jahren im Koma. | 12   | 63        |
| 13. Juli 1988      | Duisburg, Deutschland                  | Vor einer Unterkunft detonieren zwei Bomben. Zehn Soldaten werden verletzt. Der Sachschaden betrug 1,5 Millionen Deutsche Mark. | 0    | 10        |
| 19. März 1988      | Belfast                                | Zwei britische Soldaten in Zivil geraten mit ihrem Fahrzeug aus ungeklärten Gründen in eine IRA-Beerdigung und werden von einer aufgebrachten Menschenmenge gelyncht. Der Vorfall wird als „Corporals killings“ bezeichnet und erlangte Bekanntheit durch die Tatsache, dass Teile des Angriffes auf die Soldaten von Fernsehkameras festgehalten wurden. | 2    | 0         |
| 1. Mai 1988        | Roermond und Nieuw-Bergen, Niederlande | Bei zwei Angriffen mit Schusswaffen und einer Sprengfalle werden drei britische Soldaten getötet und vier verletzt. | 3    | 4         |
| 15. Juni 1988      | Lisburn                                | Nach Teilnahme an einem Charity-Lauf werden sechs britische Soldaten durch die Explosion einer Bombe an ihrem Fahrzeug getötet. Lisburn galt bis dahin als relativ sicher, da es sich um eine vorwiegend protestantische Stadt und Sitz des britischen Hauptquartiers in Nordirland handelte. | 6    | 11        |
| 23. Juni 1988      | bei Silverbridge, County Armagh        | Der IRA gelingt durch einen massierten Einsatz schwerer Maschinengewehre der Abschuss eines Hubschraubers vom Typ Westland Lynx. | 0    | 0         |
| 20. August 1988    | nahe Ballygawley, County Tyrone        | Ein am Straßenrand deponierter Sprengsatz trifft beim Anschlag von Ballygawley einen Bus mit britischen Soldaten, wobei acht von ihnen getötet werden. Als Reaktion auf den Anschlag wurde die Criminal Evidence (North Ireland) Order erlassen, welche es Gerichten in Nordirland ermöglichte, nachteilige Schlüsse gegen schweigende Verdächtige bei polizeilichen Verhören oder Gerichtsverhandlungen zu ziehen. | 8    | 28        |
| 12. September 1988 | Helen’s Bay, County Down               | Zwei Bombenexplosionen verursachen Sachschaden am Wohnhaus von Sir Kenneth Bloomfield, Leiter des Northern Ireland Civil Service. Bloomfield, seine Frau und sein Sohn erleiden einen Schock, bleiben aber unverletzt. | 0    | 0         |
| 20. März 1989      | bei Jonesborough, County Armagh        | IRA-Morde von Jonesborough. Auf der Rückreise von Gesprächen mit irischen Kollegen werden Chief Superintendent Henry Breen und Superintendent Robert Buchanan bei einem Hinterhalt der IRA erschossen. Es handelte sich um die beiden hochrangigsten Todesopfer der Polizei im Nordirlandkonflikt. Besondere Brisanz erlangte der Anschlag auch deshalb, weil das Smithwick Tribunal 2013 zu dem Schluss kam, dass der Anschlag in Absprache mit einem oder mehreren Angehörigen der irischen Polizei erfolgt war. | 2    | 0         |
| 2. Juli 1989       | Hannover, Deutschland                  | Corporal Steven Smith (31) wird vor seiner Haustür mit einer unter seinem Auto platzierten Bombe getötet. | 1    | 0         |
| 1. September 1989  | bei Münster, Deutschland               | Zwei Soldaten werden auf dem Rückweg von einem Pizzarestaurant in Zivilkleidung vor der York-Kaserne mit einer automatischen Waffe angeschossen. Trotz schwerer Verletzungen und Lebensgefahr überleben sie. | 0    | 2         |
| 7. September 1989  | Unna, Deutschland                      | Heidi Hazell, die deutsche Ehefrau eines britischen Soldaten, wird in einem Fahrzeug mit britischen Kennzeichen erschossen. | 1    | 0         |
| 22. September 1989 | Deal, England                          | Bei einem Bombenanschlag auf die Militärmusikschule der Royal Marines werden elf Militärmusiker getötet. | 11   | 21        |
| 25. Juni 1990      | London, England                        | Bombenanschlag auf den renommierten Carlton Club, wobei Donald Kaberry, Baron Kaberry of Adel ums Leben kommt. | 1    | 20        |
| 6. September 1990  | Belfast                                | Bei einem Bombenanschlag auf das Flottenversorgungsschiff Fort Victoria im Hafen der Werft Harland & Wolff entsteht hoher Sachschaden, es kommt zu Wassereinbruch und großer Schlagseite. Die Auslieferung des Schiffes verzögert sich durch die Schäden um zwei Jahre. | 0    | 0         |
| 18. September 1990 | Milford, England                       | Air Chief Marshal Sir Peter Terry wird zu Hause durch ein Fenster hindurch angeschossen und lebensgefährlich verletzt. Auch seine Ehefrau wird getroffen und verletzt. Der Anschlag gilt als Vergeltung für die von Terry genehmigte Operation Flavius. | 0    | 2         |
| 24. Oktober 1990   | Coshquin, County Londonderry           | Ein der Kollaboration mit den Briten beschuldigter Mann wird unter Geiselnahme seiner Familie dazu gezwungen, eine Autobombe in die Grenzkontrollstelle an der Buncrana Road zu steuern. Durch die Explosion werden der Fahrer und fünf britische Soldaten getötet. Diese neue Methode von Anschlägen wurde als „Proxy bomb“ bekannt. | 6    | 0         |
| 7. Februar 1991    | London, England                        | Mörserangriff auf den Sitz des Premierministers von Großbritannien. Das Ziel war, den amtierenden Premierminister John Major und sein Kriegskabinett, die den Golfkrieg besprachen, zu töten. | 0    | 4         |
| 31. Mai 1991       | Glenanne, County Armagh                | Die IRA steuert einen führerlosen Lkw mit über 1000 kg Sprengstoff in einen Außenposten der britischen Armee. Durch die Wucht der anschließenden Explosion entsteht hoher Sachschaden, drei Soldaten werden getötet und zehn weitere verletzt. Der zerstörte Posten wurde nicht mehr aufgebaut. | 3    | 14        |
| 17. Januar 1992    | Teebane, County Tyrone                 | Beim Anschlag von Teebane werden durch die Explosion einer ferngezündeten Bombe acht protestantische Arbeiter getötet, die mit ihrem Fahrzeug von einer britischen Armeebasis in Omagh zurückkamen. Sechs weitere werden verletzt. Die IRA sah in der Absicht der Arbeiter eine Kollaboration mit der Besatzungsmacht. Der Vorfall führte zu einem Vergeltungsschlag protestantischer Paramilitärs in Belfast, bei dem fünf Zivilisten getötet wurden. | 8    | 6         |
| 28. Februar 1992   | London, England                        | Bombenanschlag auf den Bahnhof London Bridge, einer der Hauptbahnhöfe von London. | 0    | 29        |
| 10. April 1992     | London, England                        | Im Finanzdistrikt Londons explodiert eine Fahrzeugbombe. Der Sitz von Baltic Exchange wird dabei zerstört und die Fassaden und Fenster umliegender Hochhäuser beschädigt. Der dabei verursachte Sachschaden betrug zwischen 700 und 800 Millionen Pfund Sterling und überstieg dabei den verursachten Schaden sämtlicher bis dahin in Nordirland entstandenen Bombenschäden. | 3    | 91        |
| 1. Mai 1992        | bei Cloghoge, County Armagh            | Ein zum Schienenfahrzeug umgebauter Kleintransporter wird mit Sprengstoff beladen, auf Höhe eines parallel zur Eisenbahnlinie befindlichen Verkehrskontrollpostens auf dem M1 motorway gefahren und zur Explosion gebracht. Obwohl die Annäherung des Fahrzeuges bemerkt wird, werden 24 Soldaten verletzt, einer davon tödlich. | 1    | 23        |
| 23. September 1992 | Belfast                                | Nach telefonischer Warnung explodiert eine rund 900 kg schwere Fahrzeugbombe vor dem Forensischen Laboratorium in Newtownbreda. Das Laboratorium wird zerstört sowie rund 1000 Gebäude in der Umgebung beschädigt. | 0    | 0         |
| 20. März 1993      | Warrington                             | Bei zwei Bombenanschlägen kamen die zwei Jungen Jonathan Ball und Tim Parry ums Leben, 54 weitere Personen wurden verletzt. The Cranberries setzen mit ihrem Welthit „Zombie“ ein Zeichen gegen die Willkür terroristischer Gewalt und verurteilen die letztlich billigende Inkaufnahme der Tötung unschuldiger Kinder. | 2    | 54        |
| 24. April 1993     | London, England                        | Die Explosion einer Fahrzeugbombe im Londoner Finanzdistrikt verursacht einen Schaden von etwa 350 Millionen Pfund Sterling. Durch telefonische Warnungen kam nur ein Fotoreporter ums Leben, welcher die Absperrungen umgangen hatte. Die Explosion führte zu einer Erhöhung der Sicherheitsvorkehrungen in London, welche als „Ring aus Stahl“ bekannt wurden. | 1    | 44        |
| 23. Oktober 1993   | Belfast                                | Bei dem Versuch, die Führungsebene der Ulster Defence Association durch einen Bombenanschlag zu töten, wird ein Shop in der Shankill Road zerstört sowie acht protestantische Zivilisten, ein UDA-Mitglied und einer der Bombenleger getötet. Das dortige Treffen der UDA-Führungsebene war verschoben worden, was die Attentäter jedoch nicht wussten. Das Ereignis führte zu einer Reihe von protestantischen Vergeltungsschlägen auf katholische Ziele, denen mindestens 14 Zivilisten zum Opfer fielen. | 10   | 57        |
| 20. März 1994      | Crossmaglen, County Armagh             | Mit einem Mörser gelingt der IRA der Abschuss eines britischen Hubschraubers vom Typ Westland Lynx, welcher sich im Landeanflug auf die Basis in Crossmaglen befand. Drei Soldaten und ein Polizist werden verletzt. | 0    | 4         |
| 9. Februar 1996    | London, England                        | Bombenanschlag nahe South Quay in Canary Wharf, bei dem ein Schaden in der Höhe von etwa 150 Millionen Pfund Sterling entsteht. Das Gebäude der Midland Bank, sowie South Quay Plaza I und II wurden zerstört. | 2    | über 100  |
| 15. Juni 1996      | Manchester, England                    | Bombenanschlag in Manchester. Die in einem Kleinlaster deponierte Sprengladung von 1500 kg verursacht die größte Bombenexplosion auf der britischen Insel seit Ende des Zweiten Weltkrieges. Der entstandene Schaden wurde auf 700 Millionen Pfund Sterling geschätzt. Die Explosion ereignete sich auf der Corporation Street und zerstörte zwölf Bauwerke der Umgebung. Rund 90 Minuten zuvor war eine telefonische Warnung erfolgt, weshalb rund 75.000 Menschen evakuiert werden konnten. | 0    | 212       |